# Paul Cornet
Paul Cornet, född 18 mars 1892, död 10 april 1977, var en fransk skulptör.

## Biografi
Cornet började 1910 sin utbildning vid Arts Décoratifs School. Han hade ett nära samarbete med sin far som var arkitektonisk målare. Under en tid intresserade han sig för kubisternas geometriska begrepp, men i början av 1920-talet antog hans figurer en allt mer mänsklig form.
Under åren 1929–35 var han lärare vid Académie Scandinave och 1932 tilldelades han Grand Prix de Sculpture för Naken sittande kvinna. Samma år hade Bernier Gallery en separatutställning som en hyllning till hans arbete.
Åren 1954–55 arbetade han på Tulle Memorial, ett monument tillägnat minnet av offren i andra världskriget. 
Med sina realistiska och monumentalt enkla skulpturer stod han nära Maillol och Charles Despiau. Framför allt har han skulpterat kvinnofigurer och porträtthuvuden. 
Cornet blev erkänd som en av de stora representanterna för oberoende skulptur och Wildensteins och Paul-Louis Weillers priser (1967 respektive 1972).